# Harvard Business Manager
Der Harvard Business Manager (HBM) ist eine deutsche Lizenzausgabe des amerikanischen Harvard Business Review (HBR) und wird von der Manager Magazin Verlagsgesellschaft mbH publiziert, die ihrerseits zur Spiegel-Gruppe gehört. Die verkaufte Auflage beträgt 23.294 Exemplare, ein Plus von 123,7 Prozent seit 1998.
Veröffentlicht werden ausgewählte übersetzte Artikel aus dem amerikanischen Original sowie ergänzend Beiträge deutschsprachiger Autoren aus dem Managementbereich. Der Harvard Business Manager bezeichnet sich als ein journalistisch unabhängiges Magazin für praxisnahe Managementthemen.
Das Magazin erschien ab 1979 als Harvard Manager und wurde 1992 in Harvard Business Manager umbenannt.